# Якупович, Элдин
Э́лдин Яку́пович (босн. Eldin Jakupović; 2 октября 1984, Козарац, СР Босния и Герцеговина, СФРЮ) — боснийско-швейцарский футболист, вратарь. Выступал за молодёжные сборные Швейцарии и Боснии и Герцеговины. В марте 2007 года получил вызов в сборную Боснии и Герцеговины, но в 2008 году провёл один матч за сборную Швейцарии и присутствовал в заявке команды на чемпионат Европы 2008.

## Клубная карьера
Начинал играть в футбол в швейцарских клубах «Бильтен» (1992—1998) и «Нидерурнен» (1998—1999). С 1999 года играл за «Грассхоппер», в юношеской и второй командах. Дебютировал в основной команде в сезоне 2004/05, сыграл 13 матчей. Летом 2005 года перешёл в «Тун» и помог этой команде пробиться в групповой турнир Лиги чемпионов.
С 2006 года по 2010 год выступал за московский «Локомотив». В августе 2007 года был отдан в аренду в клуб «Грассхоппер» и выступал за этот клуб два года, проведя 57 матчей и даже забив один гол. 4 декабря 2009 года появилась информация, что главный тренер лондонского «Тоттенхэма» Гарри Реднапп намерен взять Якуповича в аренду. 5 февраля 2010 года расторг контракт с «Локомотивом» и получил статус свободного агента.
Летом 2010 года заключил трёхлетний контракт с греческим клубом «Олимпиакос» (Волос). 30 сентября 2011 года Якупович перешёл в «Арис» вместе с тремя другими бывшими одноклубниками — Ноэ Акостой, Хавьером Умбидесом и Халифой Санкаре. Дебютировал за салоникцев 5 ноября 2011 года в матче против «Олимпиакоса» (Пирей), который завершился со счётом 2:3.
9 июля 2012 года подписал двухлетний контракт с английским клубом «Халл Сити», где проходил просмотр в марте. 7 января 2014 года отправился в аренду в «Лейтон Ориент» на один месяц. 29 января 2014 года был отозван из аренды. 13 февраля 2014 года вернулся в аренду в «Лейтон Ориент» до середины апреля. 27 марта 2014 года во второй раз был отозван из аренды. 9 июля 2016 года подписал новый двухлетний контракт с «Халлом». 24 июня 2016 года подписал с «Халлом» новый контракт на два года.
19 июля 2017 года Якупович перешёл в «Лестер Сити», подписав с клубом трёхлетний контракт. Сумма трансфера предположительно составила около 2 млн фунтов стерлингов. 18 июня 2020 года он продлил контракт с «лисами» на один год, до июня 2021 года. По окончании сезона 2021/22 Якупович покинул «Лестер».
13 сентября 2022 года на правах свободного агента подписал краткосрочный контракт с «Эвертоном».
9 января 2023 года Якупович подписал контракт с клубом MLS «Лос-Анджелес» сроком на один год с опцией продления на сезон 2024. В американской лиге дебютировал 8 апреля 2023 года в матче против «Остина». По окончании сезона 2023 «Лос-Анджелес» отклонил опцию продления контракта Якуповича.

## Карьера в сборной
В 2007 году получил вызов в сборную Швейцарии, но дебютировать за неё сумел лишь в 2008 году в товарищеской игре против сборной Кипра, матч закончился со счетом 4:1 в пользу Швейцарии.

## Достижения

### Командные
«Локомотив»
- Обладатель Кубка России: 2006/07

«Халл Сити»
- Победитель плей-офф Чемпионшипа: 2015/16

«Лестер Сити»
- Обладатель Кубка Англии: 2020/21